# 桃色吐息
「桃色吐息」（ももいろといき）は、1984年5月21日に発売された髙橋真梨子の10枚目のシングル。ビクター音楽産業内のレコードレーベル、Invitationより発売された。

## 概要
表題曲「桃色吐息」は、地中海をイメージさせるエキゾティックな雰囲気の漂う楽曲。三貴「カメリアダイヤモンド」のCMソングとして一般に浸透し、のちに数多の歌手によってカバーされ、髙橋の代表曲の一つとなった。妖艶・濃厚な大人の世界を描きながら、それまで業界の大勢であったムード歌謡とは一線を画する美しさを兼ね備えた作風であり、同じく当年の大ヒットである安全地帯「ワインレッドの心」と並び称される。
作詞者の康珍化は、本作で第26回日本レコード大賞・作詞賞を受賞し、音楽界における地位を確固たるものとした。

作曲者の佐藤隆も、本作で第4回日本作曲大賞（1984年）を受賞した。翌1985年には、アルバム『土曜の夜と日曜の朝』の中でセルフカバーをしている。また本作がヒットした同時期に自身のシングル「マイクラシック-In Your Action-」がヒットした。その後沢田研二、吉川晃司、中森明菜、研ナオコ、ジュディ・オング、加藤登紀子らにも楽曲提供をしている。

髙橋は同楽曲で1984年末の「第35回NHK紅白歌合戦」にソロ歌手として出場を果たした。因みに髙橋の同番組への出演は、1974年末の「第25回NHK紅白歌合戦」でペドロ&カプリシャスのボーカリストとして「ジョニィへの伝言」を歌唱して以来、10年ぶり2回目となる。
当初「カメリアダイヤモンド」のCMソングとして発注されたものの、広告制作会社の意向により一旦は没案となった。しかし本作を推していた当時の髙橋のマネージャーの園田正強のプッシュにより期間限定でCMで流すことになった。その後の積極的な売り込みも功を奏し、50万枚の大ヒット。それまで髙橋のソロシングルで最高セールスだった「ハート&ハード 〜時には強く時には優しく〜」の10万枚を大きく上回る大ヒットになった。また、本作を収録したアルバム『Triad』も50万枚をうかがう売上で、それまで髙橋のソロアルバムで最高セールスだった『Dear』の16万枚を大きく上回る大ヒットになった。
TBS系の音楽番組『ザ・ベストテン』は同曲で唯一の出演を果たす。1984年7月19日にスポットライトで初登場。1984年8月16日以降、同年9月20日まで6週間ランクインし、最高位は7位（8月16日と8月30日の2週）。なお、『ザ・ベストテン』1984年の年間ランキングは28位だった。
カップリング曲『もいちどロマンス〜街角物語〜』は、テレビ朝日系ドラマ『人妻捜査官』の主題歌として使用された。
オリコン発表の売上枚数は36.8万枚。

## 収録曲
- 両楽曲共に、編曲：奥慶一

1. 桃色吐息 [3:32]
作詞：康珍化／作曲：佐藤隆
2. もいちどロマンス〜街角物語〜 [3:55]
作詞：竜真知子／作曲：岡本朗

## カバー
- 佐藤隆（1985年3月、アルバム『土曜の夜と日曜の朝』収録）- 作曲者によるセルフカバー
- 内田あかり（1985年12月、アルバム『全曲集～男たちよ』収録）
- 中森明菜（2002年3月、アルバム『-ZEROalbum- 歌姫2』収録）
- 内藤やす子（2003年11月、アルバム『ゴールデン☆ベスト』収録）
- 德永英明（2007年8月、アルバム『VOCALIST 3』収録）
- 石原詢子（2009年3月、DVD『デビュー20周年記念 石原詢子リサイタル〜今・感謝を込めて〜』収録）
- 五木ひろし（2009年7月、アルバム『フォークソングス』収録）
- アンミカ（2012年11月、アルバム『Bittersweet Memories -AHN MIKA アコースティック Cover Collection-』収録）
- PENICILLIN（2013年10月、シングル「幻想カタルシス」カップリング収録）
- 桑田佳祐（2014年3月、DVD・BD『昭和八十八年度！ 第二回ひとり紅白歌合戦』収録）
- 南里沙（2014年6月、アルバム『RISA Plays J-songs』収録）- インストゥルメンタル
- 鮎川麻弥（2014年7月、アルバム『1984』収録）
- 朱江波(シュー・ジャンポー)（2015年3月、アルバム『胡弓 ヒット・ソングを歌う4』収録）- インストゥルメンタル
- 片岡雄三（2016年3月、アルバム『トロンボーン・パラダイス(3)～街角のトロンボーン』収録）- インストゥルメンタル
- JUJU（2016年10月、アルバム『スナックJUJU 〜夜のRequest〜』収録）
- 沢田知可子（2017年6月、アルバム『こころ唄 〜Best ＆ Cover 30〜』収録）
- ケイコ・リー（2017年9月、アルバム『TIMELESS -20th Century Japanese Popular Songs Collection-』収録）
- 川上明莉（2020年1月、アルバム『遠い日のnostalgia』収録）
- Queen's Tears Honey（2020年5月、アルバム『Beautiful Harmony -Night-』収録）
- Toshl（2022年9月、アルバム『IM A SINGER VOL.3』収録）